# الکرامه (البلقاء)
الکرامه (به عربی: الکرامة) یک منطقهٔ مسکونی در اردن است که در استان بلقاء واقع شده‌است.